# 李智 (神父)
李智（義大利語：Rizzi Giovanni，1927年12月28日—2021年4月18日），義大利靈醫會神父、羅東聖母醫院醫務管理員、第十一屆醫療奉獻獎得主。

## 生平
李智（義大利語：Rizzi Giovanni）為1927年12月28日出生於義大利特倫托省卡維扎納，五男三女中排行第七，1939年入靈醫會，就讀Mottinello神學院，1952年6月22日晉鐸，成為繼兩位兄長後家中第三位神父。
1954年，李智抵達羅東後一週，後隨即轉往澎湖的惠民醫院服務。他回憶在澎湖待四年內，不少痲瘋病患棲身澎湖，但在社會的畏懼、排擠和無知下，痲瘋病患根本不敢外出見人，甚至連那家有病患，只要那家炊煙一起，周圍村民便跑個精光，唯恐炊煙所到之處，除了他需挨家挨戶地敲門送藥外，為了方便病患接受，他臺灣閩南語熟練到聽到的臺灣人，根本不會想到是老外。
1957年，李智調回羅東擔任冬山鄉丸山分院院長。當時丸山是臺灣第一所專為結核病人創立的療養所，但大多數病人沒有公、勞保療護，就醫得一切自費，李智不止要為負擔醫藥費有時連病家的生活也要幫忙解決。1963年時，葛禮樂颱風來襲，溪水暴漲，丸山村岌岌可危，李智不畏及胸的洪水，三番兩次下山勸導村民上山避難，協助村民逃過一劫，更在颱風過後更和居民一起重建家園，為丸山村的長輩們津津樂道。丸山療養院服務三十載的退休護理人員劉靜美回憶，一次1960年代颱風挾帶大水來襲，神父與修士們都下去救災去，李神父眼看大水已淹到山丘上的療養院成一座孤島，深恐不知情的修士回來出事，便跑到山頂上，大聲重複喊著「大水來了」，就這樣從天黑喊到天亮，他才倒下來。
李智為了解救貧窮，曾遠赴屏東縣萬巒鄉，收養一批窮人家的孩子，送他們進修道院，也因而培育出臺灣最早的一批男護士。此外，李神父還協助四人赴義大利進修。如以肝臟手術聞名的潘賢義醫師，即是當年李智送他赴義深造。
1989年到1992年，李智再度調澎湖任職惠民醫院副院長。羅東聖母醫院檢驗室主任徐快君回憶，當時數百人來辦公室送別，頓覺自己像走失的羊兒一孺，惶惶然不知所以，但一、二年後，李神父調回來，聽說澎湖那一邊，重演了當年羅東那一幕。
晚年時，李智腿部患了蜂窩組織炎，仍天天在醫院訪視病人，拖到高燒、差點昏厥，才被人發現送醫，並每週五仍固定到三星鄉監獄為受刑人輔導，即使過年，也從不休息。2004到2007年，李智擔任羅東聖母醫院第七任院長、董事長及臺灣靈醫會會長等職務。2017年12月26日獲贈中華民國身分證。
2021年4月18日清晨，李智心臟衰竭離世，靈柩暫厝羅東聖母醫院聖心堂，24日於羅東北成天主堂舉行殯葬彌撒，隨後安葬於冬山廣興天主教公墓。

## 榮耀
2001年5月17日，李智以醫務管理員身分在衛生署獲頒第十一屆醫療奉獻獎。2003年1月24日，內政部長余政憲頒發永久居留證給六名羅東聖母醫院神父或修士時，其中靈醫會就有呂道南、馬仁光、柏德琳和李智等人曾獲得政府頒發醫療奉獻獎。
2010年，李智獲耶路撒冷聖墓騎士團冊封為騎士。
2011年5月26日起，內政部核定「馬偕計畫」，凡是年滿六十五歲，在台灣居住滿廿年的外籍人士，對社會有相關貢獻報審通過後，其永久留居證上，會加註一欄「國內大眾運輸工具及公立育樂場所優待」字樣，憑證就能和本國的年長者，一起使用各種公共設施的優惠，起初名單就包括彭蒙惠、丁德貞、李智等八十人。
2015年12月23日，李智獲頒贈紫色大綬景星勳章。